# Getrapte methode
De getrapte methode is een methode van kostprijsberekening. Bij deze methode wordt er gedeeltelijk rekening gehouden met de dienstverlening tussen de dienstverlenende afdelingen onderling.  Eerst worden de kosten van die dienstverlenende afdeling, die het meest diensten verleent aan de andere dienstverlenende afdelingen, verdeeld over de andere dienstverlenende afdelingen en productieafdelingen.   
Daarna zal men de kosten van die dienstverlenende afdeling die het tweede grootst aantal diensten verleent aan andere dienstverlenende afdelingen en productieafdelingen verdelen.  Zo zakt men af tot men de kosten van alle dienstverlenende afdelingen aan de productieafdelingen heeft toegewezen.
Er wordt enkel rekening gehouden met de proportie van de geleverde diensten aan elkaar, niet met de bijhorende geldwaarde. Wanneer de kosten van een dienstverlenende afdeling verdeeld zijn, kunnen er aan deze dienstverlenende afdeling geen kosten meer toegewezen worden.